# Фридрих фон Валдбург-Траухбург
Фридрих фон Валдбург-Траухбург (на немски: Friedrich von Waldburg-Trauchburg; * 1484; † 24 февруари 1554, Ландсберг, Горна Бавария) е „трушсес“ на Валдбург-Траухбург, господар на Вилденхоф-Ландсберг, рицар на Немския орден (1505), орден-комтур на Найденбург, Източна Прусия, Вилденхоф (Dzikowo Iławeckie) и Ландсберг, съветник и хауптман на Найденбург (днес Ниджица, Полша).

## Произход
Той е най-малкият син на трушсес Йохан I Стари фон Валдбург-Траухбург (1438 – 1504), фогт в Горна Швабия, и съпругата му графиня Анна фон Йотинген (1450 – 1517), дъщеря на Вилхелм I фон Йотинген († 1467) и Беатрикс дела Скала († 1486). Брат е на Якоб II фон Валдбург († 1505) и на имперски фрайхер Вилхелм Стари фон Валдбург-Траухбург († 1557).

## Фамилия
Фридрих фон Валдбург-Траухбург се жени през 1526 г. в Лимбзее, Западна Прусия, за Анна фон Фалкенхайн (* 1495; † 16 септември 1527/1567), дъщеря на Ернст фон Фалкенхайн (1472 – 1515) и Барбара фон Кнобелсдорф († 1503). Те имат пет деца:
- Ханс Якоб фон Валдбург-Вилденхоф-Ландсберг (* 10 август 1527; † 23 ноември 1586, Кьонбигсберг/Калининград, Прусия), трушсес на Валдбург-Вилденхоф, фогт на Шаакен, дворцов майстер в Херцогство Прусия, женен I. 1558 г. за бургграфиня и фрайин София фон Дона (* 15 септември 1538, Морунген, Прусия; † 5 януари 1576), II. на 9 април 1577 г. за фрайин Катарина фон Ойленберг († сл. 15 март 1580)
- Улрих фон Валдбург († млад)
- Доротея фон Валдбург († млада)
- Евфрозина фон Валдбург (* 1536; † 1621/1623), омъжена за Албрехт Фридрих фон Шлибен (* 1528; † 17 февруари/3 ноември 1598), син на Дитрих фон Шлибен († ок. 1534) и Анна фон Ойленбург († 1543)
- Волф Фридрих фон Валдбург-Трампау (* 1539; † 21 ноември 1603), хауптман в Ангербург, женен I. за Хедвиг фон Локвайн, вдовица на Еразмус фон Рехенберг, II. за фрайин Барбара фон Ойленбург